# Haralambi Kmetov
Haralambi Stefanov Kmetov (Gorna Orjahovica, 10. lipnja 1863. – ?) je bio bugarski general i vojni zapovjednik. Tijekom Prvog svjetskog rata zapovijedao je 3. brigadom 4. preslavske pješačke divizije i 1. brigadom 6. bdinske pješačke divizije.

## Vojna karijera
Haralambi Kmetov je rođen 10. lipnja 1863. u Gornoj Orjahovici. U bugarsku vojsku stupio je u rujnu 1883., nakon čega pohađa vojnu školu u Sofiji. Na navedenoj školi diplomira u kolovozu 1885. godine čime istodobno dobiva i čin potporučnika. Raspoređen je na službu u 15. lomsku pješačku pukovniju, te je u siječnju 1887. promaknut u čin poručnika, a u siječnju 1890. u čin satnika. Od 1900. zapovijeda satnijom u 4. pričuvnoj pukovniji. U svibnju 1902. unaprijeđen je u čin bojnika, dok čin potpukovnika dostiže u svibnju 1906. godine. Od 1909. načelnik je stožera 28. pukovnijskog vojnog okruga, da bi 1911. bio imenovan pomoćnikom zapovjednika 22. trakijske pješačke pukovnije. U Balkanskim ratovima zapovijeda 3. bojnom 22. trakijske pješačke pukovnije. U svibnju 1913. promaknut je u čin pukovnika

## Prvi svjetski rat
Tijekom Prvog svjetskog rata najprije zapovijeda gradom Drama. Nakon toga zapovijeda 3. brigadom 4. preslavske pješačke divizije s kojom sudjeluje u Bitci za Turtucaiau. Godine 1918. preuzima zapovjedništvo nad 1. brigadom 6. bdinske pješačke divizije.

## Poslije rata
Nakon završetka rata 1919. otpušten je iz službe. U prosincu 1931. dodijeljen mu je čin general bojnika.

## Vanjske poveznice
(bug.) Haralambi Kmetov na stranici Electronic-library.org

(eng.) Haralambi Kmetov na stranici Armedconflicts.com